# Роберт Веляновски
Роберт Веляновски (на македонска литературна норма: Роберт Вељановски) е северномакедонски актьор и директор на Драматичния театър в Скопие.

## Биография
Роберт Веляновски е роден в Скопие на 5 февруари 1968 година. Дипломира се в Драматичния факултет на Скопския университет, а от 1997 година работи като актьор в Драматичния театър. В своята актьорска кариера изпълнява много главни и второстепенни театрални и филмови роли, а участва и в телевизионни и радио проекти. Освен това ангажиран е и като персонаж в различни перформанси и рекламни спотове. През декември 2013 година е назначен за директор на Драматичния театър в Скопие.